# Histoire de la Mutualité en France
La Mutualité a forgé ses origines au XVIIe siècle, avec les caisses de prévoyance des corporations, qui ont été supprimées en 1791 par la loi Le Chapelier, et se sont ensuite organisées en sociétés de secours mutuel.
En 1945, l'État Français prend une ordonnance portant statut de la mutualité. Elle prévoit notamment que « Les sociétés mutualistes sont des groupements qui, au moyen des cotisations de leurs membres, se proposent de mener, dans l'intérêt de ceux-ci ou de leur famille, une action de prévoyance, de solidarité ou d'entraide ».
Au sortir de la Seconde Guerre mondiale, avec une vision de reconstruction de la France et de son système d'assurance santé, la Mutualité et la Mutuelle prennent une place prépondérante dans l'organisation et la gestion sociale des prestations médicales des français.
La Mutuelle va jouer un rôle essentiel dans le financement des dépenses de santé, puis la protection de la famille, notamment par des outils de prévoyance, puis de la gestion des biens aux personnes. Elles reposent sur des principes mutualistes, prévus aujourd'hui par le premier livre du Code de la mutualité.

## Engagement
Le rôle des mutuelles n’a pas qu’une seule utilité. Elles sont utilisées pour un remboursement médical pour les actes médicaux, mais elles s’engagent aussi à trouver des solutions solides pour accompagner les adhérents jusqu’à la fin de leur vie.
Depuis la fin du XIXe siècle, les mutualistes participent au développement d’une protection sociale solide en s’adaptant aux nouveaux besoin de la société : 
- Assurance Maladie (consultations médicales, hospitalisation, équipements optiques et auditifs, soins dentaires, pharmacies…)
- Structure de soins (hôpitaux, clinique …)
- Petite enfance
- Retraite (augmentation de besoin de santé, augmentation de dépense…)
- Maintien de l’autonomie (aide au maintien de l’autonomie personnes âgées ou en situation de handicap)

## Fonctionnement
Les mutuelles fonctionnent sur le principe de la cotisation. Chaque adhérent verse un montant à sa mutuelle, et les fonds ainsi accumulés servent à indemniser un dommage subit par l'un des membres. Le nom de mutuelle vient de cette mutualisation des fonds des cotisants.
Sur les premières mutuelles, au XVIIIe siècle, il existait deux types de participation financières, un versement lors de l'adhésion, ainsi que la cotisation mensuelle. Aujourd'hui, seule la cotisation mensuelle est encore appliquée en France.
Il existe actuellement de nombreuses assurance de complémentaire santé qui se nomment Mutuelles mais n'en sont pas réellement. Suivant la loi de 1947, les Mutuelles (adhérentes à la Mutualité Française) sont des organismes NON lucratif (pas de bénéfice), dont les administrateurs et le Président sont des personnes bénévoles, et donc non rémunérée.

## Informatisation
L'ère de l'informatisation de la sécurité sociale, va amener à apporter une grande réforme des pratiques et des relations de la gestion de la Mutuelle et des relations avec ses adhérents.
L'informatique va permettre à chaque mutuelle de proposer de nombreux services supplémentaires. Le rôle solidaire de la mutuelle concernant le financement de ses dépenses de santé restant bien un facteur d’éthique, la mutuelle va également se lancer dans l'assurance dommages. Vous trouverez chez de nombreux acteurs mutualistes des offres en assurance vie, assurance automobile, assurance habitation, assurances professionnelles.